# 番格ロック
『番格ロック』（ばんかくろっく）は、1973年に製作された日本映画。東映東京撮影所製作、東映配給。東映京都撮影所制作『仁義なき戦い 代理戦争』の併映作。
"番格"とは、番長と同格の組織の用心棒のことで、番長が統率者として行動を控えるのに対して、先兵となって行動を起こす腕と度胸の一匹狼でもある。番格の生態をドキュメンタリー・タッチで描く。

## 概要
1973年の池袋を舞台に、番長と同格の実力を持つ山内えみこ演じる主人公の番格がスケバングループの抗争の中で少年院時代から因縁のあるライバルの総番長と対決。勝利するも総番長はヤクザによってを薬物漬けにされ、主人公が復讐に乗り出すというストーリー。
内藤誠監督によるスケバン映画だが、脚本の大和屋竺からの提案でヒューバート・セルビー・ジュニアの『ブルックリン最終出口』の雰囲気を目指した。その結果、『女番長』シリーズ等、従来の東映スケ番映画とは異質のニヒルなムードを持つ作品となりカルト的人気を誇った。映画監督の中野貴雄は「女性ハードボイルド映画の傑作」と絶賛している。

## 製作

### 企画
企画は東映の寺西国光プロデューサー。1973年の『ネオンくらげ』で主演デビューした山内えみこ（山内絵美子）の主演で、当時売出し中だったキャロルに主題歌を歌ってもらおうという企画だった。時代的に梅宮辰夫や山城新伍などの男優スターはみんな『仁義なき戦い』に取られ、ギャラも高騰しており、女優主役の映画の方が企画は通りやすい状況にあった。内藤誠監督は「低予算映画の行き着くところは女性が主演の映画っていうふうになるんじゃないですかね」と述べている。

### 主題歌選定
内藤たちは主題歌の打ち合わせで、矢沢永吉と会い、「スケバンたちが都電荒川線に乗って、夕陽を浴びながらで殴りこみに向かう場面に流れる曲がほしい」と頼んだ。主題歌「番格ロックのテーマ」（作詞：ジョニー大倉、作曲：矢沢永吉）についてキャロルの著書『暴力青春』（1975年、青志社→KKベストセラーズ）の中で、ジョニー大倉は「メロディと歌詞の融合という面で、極めてクオリティの高い成功例」と書いている。

### 撮影
キャロルがライブハウスで演奏するシーンは撮影所のセット。映画用に先に録音し、曲に合わせて歌ってもらった。また内藤は「『オートバイで走っているショットをカットバックしたい』と頼んだら、はじめはキャロルのメンバーは難色を示していたけど、矢沢が『映画のためになるんだから、やりましょう』って言ってくれ、撮影所内をバイクで走ってもらった」と話している。バイクの免許を持っていないメンバーもいた。

## 作品の評価
キネマ旬報など、当時の映画メディアはキャロルを知らず。そちら方面からの批評はゼロ。竹中労からは「こんな傑作を公開時に外国旅行していて観られなくて悪かった」という手紙を貰った。大学生や高校生など、学生のミニコミ誌で発見され、若い観客たちから評価を上げた。『狂い咲きサンダーロード』が1980年に東映シネマサーキット（TCC）で公開された際、新宿東映ホールでの併映は『聖獣学園』だったが、板橋の上板東映のみ、本作が併映され、以降、東京ローカルで人気があったという。

## 封印作品化
2011年秋に内藤誠監督『明日泣く』の渋谷ユーロスペース公開と合わせて、本作のDVD発売も予定され、東映ビデオから見本盤も作られていた。しかしキャロルの権利を所有する矢沢の事務所から強硬な反対があり、DVDは発売中止となり、公開と合わせてシネマヴェーラ渋谷で本作の上映も予定されていた内藤のレトロスペクティブも中止になった。上映は中止になったが、内藤はジョニー大倉を呼んでトークショーが出来ないかと考え、無理とは思ったがジョニーに連絡するとジョニーはこれを快諾。当日は映画本編は流せないため、予告編を流し、ジョニーが生ギターで「番格ロックのテーマ」を歌唱した。万雷の拍手を浴びるとジョニーは「映画の頃は天使の声と言われたもんです」と照れくさそうに言った。その後、内藤とジョニーのトークショーが行われ、ジョニーは客席の質問にも丁寧に答えた。
映画評論家の野村正昭は「『番格ロック』DVD化、上映中止には断固抗議! 阻止した某氏には撤回かつ猛省、そして謝罪を要求する」と述べている。
本作のサードの助監督を務めた脚本家の佐伯俊道によれば、本作の主題歌にジョニー大倉のソロパートが多いことに不仲の矢沢が嫉妬。揉め事を避けたい東映が自主規制したのが「真相」であるという。内藤監督は「わけも分からない理由で発売中止」になったが、岡田茂が社長だった時代の東映なら、岡田の一言で解決したのにと慨嘆した。

## キャスト
- 音無し由紀子：山内えみこ
- 勝：誠直也
- 沖田五郎：鹿内孝
- 突張りお圭：ボルネオ・マヤ
- 対マン待子：山口あけみ
- 今野保護司：山谷初男
- 田口さだ：初井言栄
- 田口吉次：久保一
- ハンター朱美：片山由美子
- 晴美：久迩あき子
- 利江：園かおる
- 弘子：冬木みどり
- リンダ：高原容子
- トッコ：小林千枝
- 荒田刑事：室田日出男
- 佐藤刑事：山田甲一
- 留置場の女：絵沢萠子
- 婦人警官：谷本小夜子
- 学校警備員：小松方正
- キャロル：キャロル
- アラブの鷹：柴田鋭子[14]